# Zurich Life Legacy
Die Zurich Life Legacy Versicherung AG (Deutschland) ist ein zur Zurich Gruppe Deutschland gehörendes Lebensversicherungsunternehmen mit Sitz in Leverkusen. Die 2023 gegründete Gesellschaft befindet sich im Run-Off, d. h. das bestehende Portfolio an Versicherungsverträgen wird ohne eigenes Neugeschäft im Rahmen der Vertragslaufzeiten abgewickelt.

## Geschichte und Hintergrund
Nach vorangegangenen strategischen Überlegungen insbesondere aufgrund des lange Zeit im Euroraum vorherrschenden Niedrigzinsumfelds entschloss sich die zur Zurich Insurance Group gehörende Zurich Gruppe Deutschland zur Veräußerung eines bis dato innerhalb der Zurich Deutscher Herold Lebensversicherung geführten Teilbestandes an überwiegend kapitalbildenden Lebens- und Rentenversicherungsverträgen mit in der Vergangenheit den Kunden zugesagtem Garantiezins von über 0,9 %, der knapp 720.000 Verträge mit Stand Jahresende 2021 rund 21 Milliarden Euro verwaltetem Vermögen umfasste. Im Juni 2022 wurde vorbehaltlich der entsprechenden Genehmigung der Bundesanstalt für Finanzdienstleistungsaufsicht als zuständiger Aufsichtsbehörde die entsprechende Übernahme durch den Run-Off-Spezialisten Viridium bekanntgegeben. Hierzu wurde die im Frühjahr 2021 als Blitz F21-844 AG gegründete und später in Zurich Sander Vermögensverwaltungs AG im August 2023 in Zurich Life Legacy Versicherung umfirmiert und erhielt kurze Zeit später die BaFin-Genehmigung zur Aufnahme der Geschäftsbetriebs als Versicherungsunternehmen. Nachdem der Spaltungs- und Übernahmevertrag im Oktober des Jahres mit Eintragung im Handelsregister wirksam geworden ist, wurde das für Neuzugang geschlossene Portfolio rückwirkend zum Jahresbeginn aus der Zurich Deutscher Herold Lebensversicherung abgespalten und in die neue Gesellschaft überführt. Bereits im April des Jahres war der Sitz der Gesellschaft von ursprünglich Köln nach Leverkusen verlegt worden.
Im Januar 2024 scheiterte die Übernahme der Gesellschaft durch die Viridium am BaFin-Veto, als Hintergrund wurde die Schieflage beim ebenso Cinven, dem Hauptinvestor hinter Viridium, gehörenden italienischen Lebensversicherer Eurovita vermutet. Im Oktober 2024 nahm die Gesellschaft, für die die Zurich Gruppe Deutschland weiterhin einen Käufer sucht, den eigenständigen operativen Betrieb auf und stellte hierzu Mitarbeiter ein.